# No Logo
 (septembre 2021).
No Logo : la tyrannie des marques (No Logo: Taking Aim at the Brand Bullies) est un livre de la journaliste canadienne Naomi Klein, paru en décembre 1999. C'est un livre de référence de l'altermondialisme.

## Sujet
À travers quatre parties intitulées Zéro espace, Zéro choix, Zéro boulot et Zéro logo, Naomi Klein dresse un état des lieux de la société de consommation. Elle essaie d'expliquer (selon ses propres mots dans l'introduction du livre) pourquoi des mouvements comme Antipub, Fête de rue et autres groupes militants faisant partie du mouvement altermondialiste ont pris une telle ampleur en si peu de temps dans les années 1990-2000.
Dans la première partie, ce livre décrit les abus commis par les grandes marques sur les lieux de fabrication, particulièrement les ateliers de fabrication de vêtements (comme Nike, Adidas, etc.) mais aussi d'entreprises pétrolières comme Shell ou Total. De plus, ce livre examine les méthodes qu'utilisent les marques pour s'introduire dans la vie quotidienne des consommateurs.
Le quatrième chapitre Zéro logo est une description des formes de résistance qui se mettent en place face à l'invasion de l'espace public par les multinationales et face aux abus commis sur les lieux de travail. Naomi Klein retranscrit les victoires de ce mouvement autour de trois exemples très médiatisés dans la fin des années 1990 : les combats contre Nike, au sujet de l'affaire des ateliers d'esclaves et du travail d'enfants, ceux contre Shell et les abus commis au Nigeria contre les communautés autochtones, ainsi que les combats contre McDonald's.
D'une manière plus générale, Naomi Klein tente dans ce livre de dresser un bilan sur la tournure que prend la mondialisation économique, sur le pouvoir grandissant des multinationales, et par conséquent du mouvement de résistance à ces grandes compagnies.

## Influences du livre
Ce livre a rencontré un succès important parmi le mouvement altermondialiste, certains qualifient même ce livre de « Bible de l'altermondialisme ». Il a été traduit en 22 langues.
Thom Yorke et Jonny Greenwood du groupe rock Radiohead ont affirmé que ce livre les avait particulièrement influencés durant l'enregistrement de l'album Kid A, ils pensaient même appeler cet album No Logo[réf. souhaitée].

## Prix obtenus
Ce livre a reçu les prix suivants :
- le National Business Book Award 2000 (Canada) ;
- le prix Médiations 2001.

## Éditions
- première édition :  (ISBN 0-312-20343-8)
- seconde édition :  (ISBN 0-312-27192-1)

## Adaptation vidéo
No Logo - Marques, Mondialisation & Résistance, réalisée par Sut Jhally en 2003 (40 minutes). Naomi Klein y explique ses idées. Extrait.